# Estación de Bombel
La Estación Ferroviária de Bombel, también conocida como Estación de Bombel, es una plataforma de la Línea de Alentejo, que sirve a la localidad de Bombel, en el ayuntamiento de Vendas Novas, en Portugal.

## Descripción

### Vías y plataformas
En enero de 2011, contaba con tres vías de circulación, una con 603 metros de longitud, y las restantes, con 524 metros; las plataformas tenían todas 90 metros de longitud, y presentaban 35 y 40 centímetros de altura.

## Historia

### Inauguración
El primer tramo de la Línea de Alentejo, entre esta estación y Barreiro, abrió a la explotación el 15 de junio de 1857, siendo, en ese momento, denominado como Ferrocarril del Sur. El tramo desde Bombel hasta Vendas Novas fue inaugurado el 23 de enero de 1861.